# Byråingenjör
Byråingenjör är titel för vissa tjänstemän med tekniska arbetsuppgifter.
I Sverige förekom titeln i äldre tid inom finansdepartementets kontroll- och justeringsbyrå, Väg- och vattenbyggnadsstyrelsen, Patent- och registreringsverket, Järnvägsstyrelsen och Telegrafstyrelsen. Senare användes titeln även inom de större städernas tekniska förvaltningar. I Finland fanns byråingenjörer vid Överstyrelsen för väg- och vattenbyggnaderna, senare Väg- och vattenbyggnadsstyrelsen.